# City Journal (Thrissur)
City Journal is een Engelstalige krant die uitkomt in de Indiase stad Thrissur. Het tabloid-dagblad bevat lokaal, maar ook nationaal en internationaal nieuws. De krant kwam voor het eerst uit in augustus 2010. De uitgever is  T.K. Antony.